# Alpha Protocol
Alpha Protocol est un jeu de rôle sur ordinateur et consoles de jeu développé par la société Obsidian Entertainment (publié par Sega) qui est sorti le 28 mai 2010 en Europe et le 1er juin 2010 aux États-Unis. Il s'agit du premier jeu sur une licence originale d'Obsidian, qui n'avait jusqu'à présent développé que des suites de jeux pour BioWare ou Bethesda Softworks.

## Histoire
Un avion de ligne est abattu par un missile de fabrication américaine, l'attentat est revendiqué par le cheik Shaheed, dirigeant du groupe terroriste Al-Samaad. L'agent Michael Thorton, dernière recrue d'une organisation gouvernementale secrète américaine, l'Alpha Protocol, est envoyé en mission en Arabie saoudite afin de retrouver la trace des missiles volés à la société d'armement américaine Halbech, mais également pour assassiner le cheik Shaheed. Cependant, tout ne se passe pas comme prévu et l'agent Thorton se retrouvera dans une histoire bien plus complexe qu'une simple histoire d'attentat terroriste. Il devra alors voyager à Rome, Moscou et Taipei sous couvert de mensonges et de trahisons pour établir la vérité…

## Système de jeu
Le gameplay d'Alpha Protocol mélange une composante jeu de rôle avec une composante Action/Infiltration.
Les dialogues, le scénario et les choix à faire tout au long du jeu sont faits de façon que le joueur ait l'impression de diriger l'histoire au lieu de la suivre passivement. L'histoire n'est donc pas linéaire et possède de multiples embranchements.
Le système de dialogue est inspiré de Mass Effect, cependant, au lieu de choisir un thème, le joueur choisit le ton employé par le personnage (Suave, Professionnel, Agressif, …) et celui-ci lance alors une réplique correspondant au choix fait. Le joueur doit choisir sa réplique pendant que l'autre personnage parle, il n'y a donc pas beaucoup de temps pour réfléchir, le dialogue est spontané et dynamique. Un système de réputation permet aux personnages non joueurs d'avoir un avis positif ou négatif sur ce dernier. Cela a ensuite une grande influence sur les dialogues et potentiellement, les missions effectuées. Les renseignements à propos des personnages et des organisations ont une grande importance dans le jeu, ils s'obtiennent progressivement soit au cours du jeu soit en les achetant. Ils donnent accès à de nouveaux dialogues et à certains bonus en cours de mission.
La partie Action/infiltration est totalement dépendante des compétences du personnage. Certaines compétences peuvent aussi donner un bonus temporaire à Michael. Le gain de niveau se fait par un système d'expérience classique : on en gagne en combattant et remplissant les objectifs de la mission. Il est aussi possible d'avoir des bonus en fonction des renseignements acquis et de l'état de la relation avec l'agent traitant. Le héros peut porter deux armes et une armure, mais a aussi accès à des gadgets, tels des grenades, des outils pour pirater instantanément... 
Il est possible d'aborder les niveaux de plusieurs façons en fonction des compétences du personnage. De l'argent, de l'équipement et des informations peuvent être trouvés dans les niveaux, souvent accessibles au prix d'un mini jeu de crochetage, de contournement électronique ou de piratage. Certains niveaux se terminent par des boss à battre, comme dans de nombreux jeux de rôles.
Il est possible de personnaliser son personnage, que ce soit au travers du choix des compétences lors des montées en niveau, son apparence entre les missions, mais aussi son armure et ses armes qui peuvent avoir des accessoires.

## Personnages
- Alan Parker : Membre d'Alpha Protocol
- Albatross : Chef d'une cellule du G22
- Ali Shaheed : Chef d'Al-Samad,
- Conrad Marburg : Chef d'opération du VCI
- Henry Leland : PDG d'Halbech Corporation
- Hong Shi : Chef d'une Triade
- Konstantin Brayko : Membre de la mafia russe
- Mina Tang : Membre d'Alpha Protocol
- Omen Deng : Officier de la police secrète chinoise / Agent double
- SIE : Mercenaire
- Scarlet Lake : Journaliste / Assassin
- Sean Darcy : Membre d'Alpha Protocol
- Sergei Surkov : Membre de la mafia russe
- Sis : Membre du G22
- Steven Heck : Agent Secret
- Yancy Westridge : Chef d'Alpha Protocol

## Critiques
Les critiques sur le jeu divergent grandement : certains magazines ont noté favorablement le jeu pour la qualité et la crédibilité de son écriture et l'influence réelle du joueur sur l'histoire ; pour son côté jeu de rôle.
D'autres l'ont noté de manière bien plus sévère à cause de son manque de finition, de ses graphismes datés et de la qualité très douteuse des phases d'Action/Infiltration par rapport aux références de ces genres.
De nombreux magazines lui ont mis une note moyenne.
L'influence des caractéristiques sur la visée a été aussi critiquée par les habitués du genre Action/Infiltration, même si elle est défendue par ceux qui prônent le côté jeu de rôle du titre.